# Joaquim Rifé
Joaquim Rifé Climent (* 4. Februar 1942 in Barcelona) ist ein ehemaliger spanischer Fußballspieler und -trainer. Als Spieler stürmte er zunächst auf dem Flügel, mutierte aber ab Ende der 1960er Jahre über das Mittelfeld zum rechten Außenverteidiger. Zu Bekanntheit, sowohl als Spieler als auch Trainer, gelangte er vornehmlich durch sein Wirken für den FC Barcelona.

## Wirken
Nach Stationen beim Drittligisten CD Condal aus Barcelona, wo er 1961/62 knapp am Aufstieg scheiterte, beim Zweitligaaufsteiger Racing Santander mit dem 1962/63 Dritter wurde, und dem Drittligisten Gimnàstic de Tarragona mit dem 1963/64 auch Dritter wurde, landete Rifé 1964 beim Erstligisten FC Barcelona. Er wurde dort einer der Spieler, der das Trikot des Vereins am häufigsten trug. Insgesamt bestritt er von 1963 bis 1976 401 Pflichtspiele für Barça. In der Zeit wurde er mit dem Verein 1974 Meister und gewann den Pokal 1968 und 1971. Außerdem gewann er mit dem Verein den Messepokal von 1966 sowie nach der Einstellung des Wettbewerbs 1971 das Spiel um den Verbleib der Trophäe gegen Leeds United.
1968 kam er zu seinen ersten drei Länderspielen, davon eines im Viertelfinale zur Europameisterschaft 1968, das in Madrid mit 1:2 gegen England verloren ging. Im November 1971 kam er noch zu einem weiteren Einsatz in einem Europameisterschaftsqualifikationsspiel, das Spanien mit 3:0 gegen Nordirland gewann. Spanien konnte sich aber nicht für die Endrunde qualifizieren.
Ab dem 28. Spieltag der Saison 1978/79 wurde er Nachfolger des Franzosen Lucien Müller beim amtierenden Vizemeister und Pokalsieger FC Barcelona, der damals in der Liga auf dem siebten Platz lag. Unter Rifé wurde die Mannschaft noch Fünfter und gewann zudem durch einen 4:3-Finalsieg gegen Fortuna Düsseldorf erstmals den Europapokal der Pokalsieger. In der Saison darauf verlief es ungut für ihn, und Barcelona lag nach 23 Spieltagen nur auf Platz zehn. Nach einer 0:1-Heimniederlage im Viertelfinale des Europapokals der Pokalsieger gegen den von Alfredo Di Stéfano trainierten FC Valencia wurde er schließlich Anfang März 1980 durch Helenio Herrera ersetzt, unter dem Barça die Liga als Vierter abschloss.
1980/81 trainierte er noch den Zweitligisten UD Levante, der unter ihm, wie in der Saison zuvor, Neunter wurde.
1984 formte er mit den ehemaligen Barcelona-Mannschaftskameraden Torres, Asensi und Rexach die akronymisch benannte Fußballschule Escuela TARR. Zwischen 2000 und 2003 wirkte er noch als Technischer Direktor in den unteren Kategorien des FC Barcelona.
Sein Bruder Llorenç Rifé (1938–2021) war ebenso professioneller Fußballer und absolvierte in der ersten Liga 18 Partien für Deportivo La Coruña und ein Spiel für den FC Barcelona.

## Erfolge
- Spanischer Meister: 1974
- Spanischer Pokalsieger: 1968, 1971
- Messepokal: 1966
- Europapokal der Pokalsieger: 1979 (als Trainer)